# Soltanabad (Ramhormoz)
Pour les articles homonymes, voir Soltanabad.
Soltanabad est un village iranien situé dans le comté de Ramhormoz et la province de Khouzistan.